# The Gay Caballero
The Gay Caballero est un film américain réalisé en 1932 par Alfred L. Werker.

## Synopsis
Dans un cas d'erreur d'identité, le Cisco Kid et son acolyte Gordito arrivent en ville pour apprendre que Cisco a été déclaré mort. Pire encore, avant de mourir, il a été accusé d'avoir tenté de voler les terres de Susan Wetherby. Cisco va devoir prouver à la fois qu'il est bien vivant mais aussi son innocence.

## Fiche technique
- Réalisation : Alfred L. Werker
- Scénario : Barry Conners, Philip Klein
- Photographie : George Schneiderman
- Durée : 60 min
- Producteur : Edmund Grainger, pour la Fox Film Corporation
- Pays de production : États-Unis
- Genre : western, noir et blanc
- Date de sortie : 1932

## Distribution
- George O'Brien : Ted Radcliffe
- Conchita Montenegro : Adela Morales
- Cesar Romero : Cisco Kid
- Victor McLaglen :  Don Bob Harkness ; El Coyote
- Linda Watkins : Ann Grey
- C. Henry Gordon : Don Paco Morales
- Weldon Heyburn : 	Jito
- Juan Torena : Juan Rodrigues
- Al Garcia : Un bandit

## Autour du film
Le scénario est l'adaptation d'un roman de Tom Gill : Gay Bandit.